# Чередово (Московская область)
Чередово — деревня в Волоколамском районе Московской области России, входит в состав сельского поселения Спасское. Население — 3 чел. (2010).

## География
Деревня Чередово расположена на западе Московской области, в юго-восточной части Волоколамского района, примерно в 17 км к юго-востоку от города Волоколамска. В деревне 2 улицы — Новая и Озёрная, приписано 3 садоводческих товарищества.
Ближайшие населённые пункты — деревни Каменки и Зобово. Рядом с деревней Чередово расположены леса и озеро. Неподалёку берут начало три реки — Каменка и впадающие в Озернинское водохранилище Вейна и Оселье.

## Население
| 1859 | 1890 | 1899 | 1926 | 2002 | 2006 | 2010 |
| ---- | ---- | ---- | ---- | ---- | ---- | ---- |
| 93   | ↗100 | ↗127 | ↘102 | ↘9   | ↘0   | ↗3   |

## История
В «Списке населённых мест» 1862 года — владельческое сельцо 1-го стана Рузского уезда Московской губернии на просёлочной дороге между Волоколамским и Воскресенским трактами, в 22 верстах от уездного города, при колодцах, с 17 дворами и 93 жителями (49 мужчин, 44 женщины).
По данным на 1890 год — деревня Хотебцовской волости Рузского уезда с 100 душами населения.
В 1913 году — 18 дворов.
По материалам Всесоюзной переписи населения 1926 года — деревня Немировского сельсовета Хотебцовской волости Можайского уезда в 12 км от Рузского шоссе и 17 км от станции Чисмена Балтийской железной дороги. Проживало 102 жителя (49 мужчин, 53 женщины), насчитывалось 22 крестьянских хозяйства.
С 1929 года — населённый пункт в составе Новопетровского района Московского округа Московской области. Постановлением ЦИК и СНК от 23 июля 1930 года округа как административно-территориальные единицы были ликвидированы.
1929—1930 гг. — деревня Грулёвского сельсовета Новопетровского района.
1930—1939 гг. — деревня Грулёвского сельсовета Рузского района.
1939—1954 гг. — деревня Грулёвского сельсовета Осташёвского района.
1954—1957 гг. — деревня Таболовского сельсовета Осташёвского района.
1957—1963, 1965—1973 гг. — деревня Таболовского сельсовета Волоколамского района.
1963—1965 гг. — деревня Таболовского сельсовета Волоколамского укрупнённого сельского района.
1973—1994 гг. — деревня Судниковского сельсовета Волоколамского района.
В 1994 году Московской областной думой было утверждено положение о местном самоуправлении в Московской области, сельские советы как административно-территориальные единицы были преобразованы в сельские округа.
1994—2006 гг. — деревня Судниковского сельского округа Волоколамского района.
С 2006 года — деревня сельского поселения Спасское Волоколамского муниципального района Московской области.